# Fio de contas

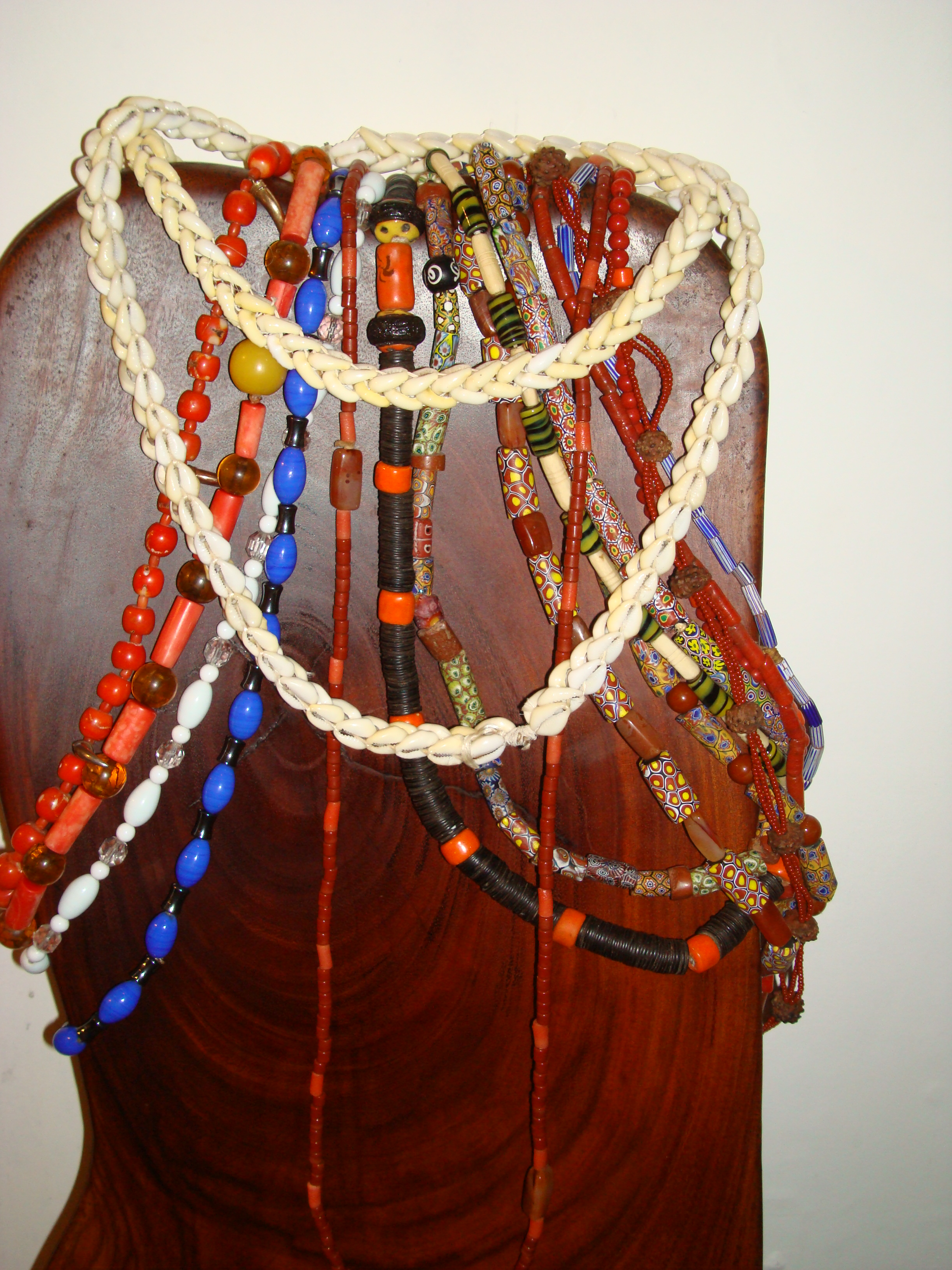
Fios de conta do candomblé

Um fio de contas, brajá, guia, colar de santo ou cordão de santo é um colar usado pelos adeptos das religiões de matriz africana. Geralmente, é feito de miçangas coloridas, sendo que a cor do colar indica o orixá, inquice ou vodum do seu usuário. Cada fio de conta tem um significado: através do fio de conta é que se pode saber o grau de iniciação de uma pessoa no candomblé e a que nação pertence. Nunca é feito com fio de nylon: é sempre feito com cordonê para absorver o axé do amassi e do abô feitos de folhas sagradas a que o indivíduo é submetido e outros axés.
Pode ser chamado de fio de conta desde um fio único de miçangas até um colar com vários fios presos por uma ou várias firmas. A quantidade de fios pode variar de uma nação para outra na correspondência de cargos. Pode ser feito de gomos intercalados com firmas. Na hierarquia do candomblé, toda pessoa que entra para a religião será um abiã e ficará assim até passar pela iniciação.

## Tipos
- Iã ou Inhã - ao abiã, só é permitido o uso de fio de contas simples, de um fio só: um na cor branco-leitoso, que corresponde a Oxalá, Lembá ou Lissa, de acordo com a nação; e um na cor do orixá da pessoa, quando já tenha sido identificado. Dessa forma, pode-se saber que a pessoa é um abiã e qual é seu orixá.

- Dilogum (edilogum, endilogum[2]) - ao iaô, é permitido usar o dilogum, que é um fio de contas formado por vários fios de miçangas (a quantidade de fios pode variar de acordo com a nação), tendo, como fecho, uma "firma", que pode ser africana ou nacional. Também pode ter o fecho de búzios dependendo da nação e do orixá/inquice/vodum do iaô.

- Um ebomi usa colares de um fio só, com contas de cristal ou miçangas na cor do orixá intercaladas com corais ou firmas africanas.

- A posição de uso do fio de contas também tem suas características próprias: o abiã, o iaô e os ebomis de orixá/inquice/vodum feminino sempre usarão na posição vertical pendurado no pescoço. Já os ebomis de orixá/inquice/vodum masculino aboró poderão usar na transversal sobre um ombro só cruzando o abdômen.